# Homalictus concavus
Homalictus concavus (лат.) — вид пчёл рода Homalictus из семейства Halictidae.

## Распространение
Острова Океании: Фиджи (Taveuni). На высотах от 700 до 810 м.

## Описание
Пчёлы мелкого размера (около 5 мм). От близких видов отличаются вогнутым задним краем скутума; самка в основном зелёная и проподеум сверху с морщинками. Основная окраска зеленовато-металлическая и чёрная. Голова и грудь покрыты волосками (опушение самок более плотное и длинное); длинные волоски на нижней стороне брюшка. Мандибулы могут быть простыми или двузубчатыми. Проподеум имеет слабый киль вдоль заднего спинного края. На задних голенях несколько шипиков. Когти всех исследованных образцов были расщеплены. Базальная жилка переднего крыла изогнутая. Язычок короткий. Ведут одиночный образ жизни. Гнездятся в почве.

## Классификация
Таксон впервые был описан в 2019 году в ходе ревизии рода, проведённой австралийскими энтомологами Джеймсом Дори, Майклом Шварцом и Марком Стивенсом (South Australian Museum, Аделаида, Австралия) по материалам из Фиджи. Пчёлы из трибы Halictini подсемейства Halictinae.